# 塞里托
塞里托是巴西南大河州的一个市镇。总面积451.889平方公里，总人口6629人，人口密度14.7人/平方公里。